# Masausi
Masausi è un villaggio delle Samoa Americane appartenente alla contea di Sua del Distretto orientale.